# Communauté rurale de Payar
La communauté rurale de Payar est une communauté rurale du Sénégal située à l'est du pays.
Elle fait partie de l'arrondissement de Kouthiaba Wolof, du département de Koumpentoum et de la région de Tambacounda.
La localité est considérée comme le centre du Sénégal.